# Onthophagus biarmatus
Onthophagus biarmatus là một loài bọ cánh cứng trong họ Bọ hung (Scarabaeidae).